# 拉绍 (多姆山省)
拉绍（法語：Lachaux，法語發音：[laʃo]）是法国多姆山省的一个市镇，属于蒂耶尔区。

## 地理
拉绍（45°59'38"N, 3°35'34"E）面积22.27 平方千米，位于法国奥弗涅-罗讷-阿尔卑斯大区多姆山省，该省份为法国中南部省份，北起阿列省接壤，东临卢瓦尔省，南至上盧瓦爾省和康塔爾省，西接科雷兹省和克勒兹省。
与拉绍接壤的市镇（或旧市镇、城区）包括：阿罗讷、锡雄河畔费里耶尔、拉吉耶尔米、沙泰尔东、里镇、圣维克托蒙维亚内。

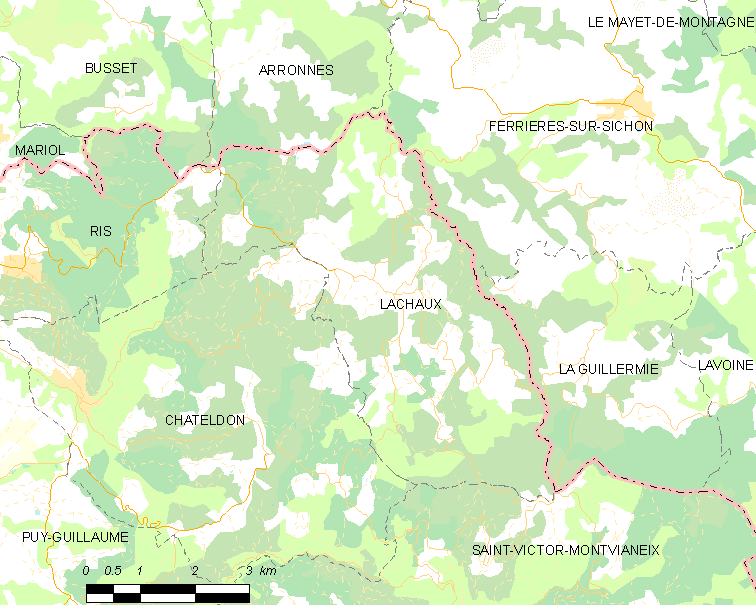
的OSM定位图

拉绍的时区为UTC+01:00、UTC+02:00（夏令时）。

## 行政
拉绍的邮政编码为63290，INSEE市镇编码为63184。

## 政治
拉绍所属的省级选区为马兰格县。

## 人口

1962-2008年间人口变化图示

拉绍于2022年1月1日时的人口数量为276人。